# Scelolophia tremularia
Scelolophia tremularia là một loài bướm đêm trong họ Geometridae.